# 绥德专区
绥德专区，陕西省已撤消的专区。
1950年由绥德分区改置。在今陕西省北部。辖绥德、清涧、吴堡、葭县、米脂、子洲等县。专员公署驻绥德县。同年，子长、延川二县划入。1956年撤销，辖县划归榆林专区。 